# Günter Anlauf
Günter Anlauf (né le 10 février 1924 à Großhartmannsdorf, arrondissement de Bunzlau, province de Basse-Silésie, mort le 25 octobre 2000 à Berlin) est un sculpteur allemand.

## Biographie
Günter Anlauf étudie de 1946 à 1950 auprès de Heinrich Drake à l'école des beaux-arts de Berlin-Weißensee. En 1959, il est l'un des cofondateurs de la galerie zinke, qui ferme en 1962. De  1956 à 1983, il travaille comme restaurateur au château de Charlottenbourg. Dans le cadre de ce travail, il participe à une exposition de la galerie de l'abbaye de Cismar du 28 juin au 31 août 1980 sous le titre de sculpteur berlinois du château de Charlottenbourg. Elle met en avant la restauration et « l'exécution posthume d'un concept d'aménagement de 1705 », dans laquelle six sculpteurs sont impliqués, qui présentent leurs travaux dans la préservation du château ainsi que leurs propres œuvres sculpturales : Günter Anlauf, Katharina Szelinski-Singer, Karl Bobek, Joachim Dunkel, Harald Haacke et Emanuel Scharfenberg.

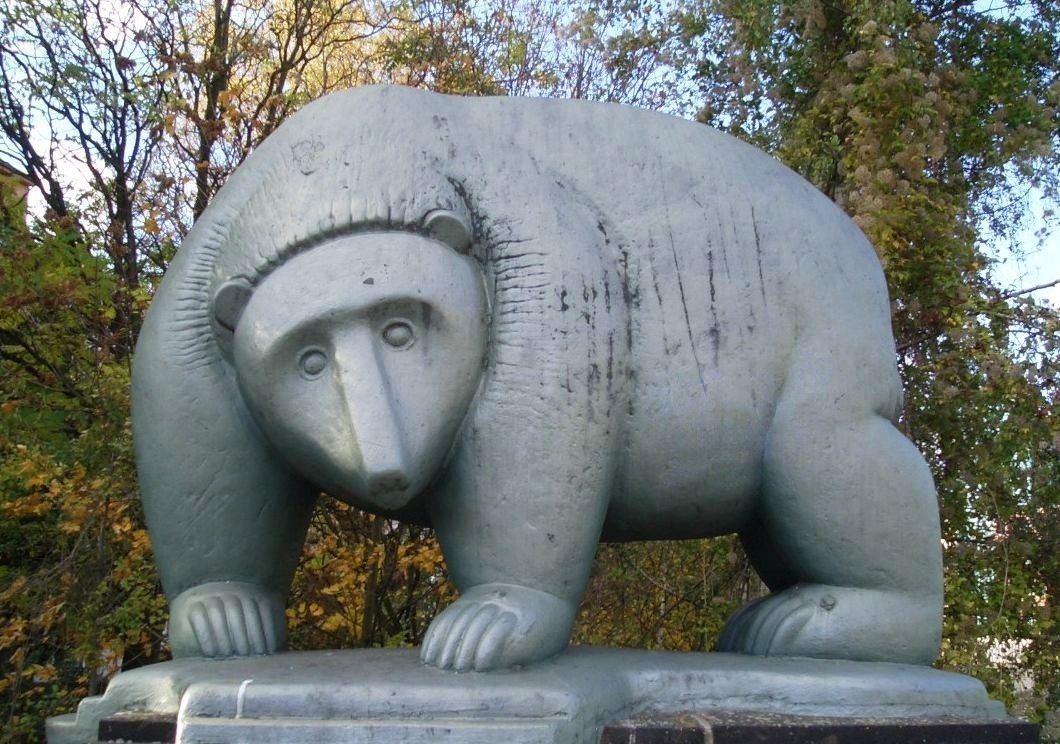
Ours du pont de Moabit, 1981

Ses œuvres, y compris divers ours, sont exposées dans de nombreux lieux publics de Berlin et d’autres lieux, par exemple sur la promenade de la plage de Grömitz. Les plus connues sont les figures de l'Attique du château de Charlottenbourg, l'ours de l'autoroute à l’ancien poste frontalier allemand situé à Berlin-Heiligensee/Stolpe et les ours au pont de Moabit.
Günter Anlauf a été enterré dans le cimetière boisé de la Heerstraße. Sa tombe est ornée d'une de ses sculptures.

## Source de la traduction
- (de) Cet article est partiellement ou en totalité issu de l’article de Wikipédia en allemand intitulé « Günter Anlauf » (voir la liste des auteurs).